# 甘粛地震
甘粛地震（かんしゅくじしん）は2013年7月22日現地時間午前7時45分に中国甘粛省定西市で発生した地震である。定西地震（ていせいじしん）とも呼ばれる。

## 地震の規模
マグニチュードは、甘粛省当局は6.6と発表したが、アメリカ地質調査所(USGS)は5.9としている。震源はUSGSの発表によると、蘭州市（同省の省都）の南南東177km、定西市の岷県、漳県付近とされる。深さは20km。
岷県では、強い揺れが1分近く続いたと住民が証言している。また、同省に隣接する陝西省や寧夏回族自治区でも強い揺れがあった。

## 被害
確認された死者は89人、負傷者は593人以上に達し、5人が行方不明となっている。大規模な地滑りが発生し、100軒ほどが土砂に埋もれているとの情報があり、死傷者はさらに増える恐れがある。岷県で被害が大きく、確認された死者のうち86人を占め、4200戸が倒壊、16000戸が一部損壊した。ショウ県でも1人が死亡、380戸が倒壊、5600戸が一部損壊するなど、家屋の被害も大きい。定西市や甘粛省は救援部隊や医療チームなどを被害地に送った。
被災地では電話回線が麻痺しており、一部地区では停電している。

## 余震
同日午前9時12分にもマグニチュード5.6の余震が発生したほか、同日夕方までで440回以上の余震が観測された。

## その他
隣接する四川省で発生した四川大地震（2008年5月）と四川地震（2013年4月）と同じ「南北地震帯」にあり、地震担当者は「活動期に入り、活動度は衰えていない」とコメントした。